# الطنطورة (حيفا)
الطنطورة قرية فلسطينية تقع الي الجنوب من مدينة حيفا، وتبعد عنها 24 كم وترتفع حوالي 25 مترا عن سطح البحر، وتقوم القرية علي بقايا قرية (دور) الكنعانية وتعني المسكن. وتبلغ مساحة أراضيها 14520 دونما وتحيط بها قري كفرلام والفريديس وعين غزال وجسر الزرقاء وكبارة. قدر عدد سكانها سنة 1929 حوالي 750 نسمة وفي عام 1945 حوالي 1490 نسمة. قامت المنظمات الصهيونية المسلحة بهدم القرية وتشريد أهلها البالغ عددهم عام 1948 حوالي 1728 نسمة وكان ذلك في 23 مايو 1948، وعلي أنقاضها أقيمت مستعمرة نحشوليم عام 1948 ومستعمرة دور عام 1949.

## مجزرة الطنطورة
أكد عدد من المؤرخين العرب واليهود أن مجزرة الطنطورة تعتبر أبشع المجازر التي ارتكبتها الصهيونية في فلسطين والبالغة نحو ثمانين مجزرة. كانت وحدة ألكسندروني في الجيش الإسرائيلي قد اقترفت في ليلة 22 مايو 1948 المجزرة بحق أهالي قرية الطنطورة قضاء حيفا غداة احتلالها، وقامت بتهجير السكان ؛ للضفة الغربية والأردن وسوريا والعراق ولبنان. ويشير المؤرخ مصطفى كبها إلى أن الجيش الإسرائيلي اختار الهجوم على قرية الطنطورة -التي بلغ عدد سكانها 1500 نسمة- كونها الخاصرة الأضعف ضمن المنطقة الجنوبية لحيفا، بسبب موقعها على ساحل البحر المتوسط ولكونها سهلة الاحتلال بعكس سائر القرى المجاورة على قمم جبل الكرمل. وأشار كبها إلى أن الجيش الإسرائيلي استهدف القرية في ليلة 22 مايو بقصفها من البحر قبل مداهمتها من جهة الشرق في نفس الليلة. اختار جيش الاحتلال الطنطورة بالذات لا لسهولة مهاجمتها فحسب بل لكونها مرفأ كان يصل منه السلاح للفلسطينيين. وقال «تركت المجزرة في الطنطورة أثرا بالغا على الفلسطينيين في القرى المجاورة ومهدت لتهجيرهم».
أكد المؤرخ الإسرائيلي تيدي كاتس الذي تعرض لدعوى تشهير من قبل وحدة ألكسندروني بعد كشفه عن ملابسات المجزرة في الطنطورة بدراسة ماجستير في جامعة حيفا عام 1998- أن الشهادات التي حاز عليها تشير لسقوط 230 فلسطيني في المجزرة. وأوضح كاتس الذي سحبت جامعة حيفا اعترافها برسالته الأكاديمية بعد الضجة الإعلامية التي أثارها الكشف عنها وقتذاك أن موتي سوكلر حارس الحقول اليهودي في تلك الفترة قد كلف من الجيش الإسرائيلي بتولي دفن الموتى موضحا أنه كان قد أحصى الضحايا بعد قتلهم على شاطئ البحر وداخل المقبرة.
واعتبر المؤرخ إيلان بابه أن خطورة مجزرة الطنطورة واختلافها عن سائر المذابح في فلسطين لا يعود فقط لحجم ضحاياها بل لارتكابها على يد جيش إسرائيل بعد أسبوع من إعلان قيام دولة إسرائيل. وذكر بابه أن مجزرة الطنطورة التي وقعت بعد نحو شهر من مجزرة دير ياسين استهدفت تحقيق الهدف الصهيوني المركزي المتمثل بتطهير البلاد عرقيا بقوة السلاح وترهيب المدنيين وتهجيرهم.

### شهادة أحد الناجين
يؤكد الحاج فوزي محمود أحمد طنجي، أحد الناجين من المجزرة والمقيم حاليا في مخيم طولكرم أن قشعريرة تجتاحه كلما يتذكر كيف ذبح أبناء عائلته وأصدقاؤه أمام ناظريه. وروى طنجي، الذي دخل عقده الثامن، أن أبناء القرية دافعوا بشرف عنها منذ منتصف الليل حتى نفذت ذخيرتهم في الصباح.
وروى طنجي أن الجيش فصل بين الرجال ممن أجبروا على الركوع وبين النساء والأطفال والشيوخ، مشيرا إلى أن أحد الجنود حاول الاعتداء على فتاة من عائلة الجابي، فنهض أبوها لنجدتها فقتلوه طعنا بالحراب، بينما واصل الجنود تفتيش النساء وسرقة ما لديهن من حلي ومجوهرات وقاموا بترحيل الجزء الأكبر منهم إلى الفريديس.
ويستذكر طنجي أنه في الطريق للبيت بحثا عن السلاح أطلق الجنود المرافقون له النار على سليم أبو الشكر (75 عاما).
وقال «عندما وصلنا البيت كان الباب مقفلا، والدماء تسيل من تحت الباب، فخلت أنهم قتلوا أمي فدخلت ودموعي على خدي فوجدت كلبي مقتولا، ولم أجد أمي فقلت لهم لا أعلم أين أخفت أمي السلاح، فدفعني أحد الجنود وأرجعوني نحو الشاطئ وفي الطريق أطلقوا الرصاص على السيدتين عزة الحاج ووضحة الحاج».
ويؤكد الناجي من المجزرة أن الجنود صفوا ما يتراوح بين عشرين وثلاثين شابا بالقرب من بيت آل اليحيى وكانت من أكبر عائلات البلد على شاطئ البحر وقتلوهم، ويوضح كيف أمروه وآخرين بحفر خندق بطول أربعين مترا، وبعرض ثلاثة أمتار، وعلى عمق متر واحد، ثم بدؤوا بأخذ ما بين ثمان وعشر رجال لنقل الجثث ورميها بالخندق وعندما حاول فضل أبو هنا، مقاومتهم، قتلوه بحراب البنادق، وقال «لو عشت ألف سنة لن أنسى ملامح وجوه الجنود فقد بدوا لي كهيئة الموت، وأنا أنتظر دوري متيقنا أنها لحظاتي الأخيرة».

## ناشوليم و"دور"
بعد الحرب، تم بناء كيبوتس نحشوليم وموشاف دور على أرض في ضواحي الطنطورة. انتقل المستوطنون اليهود في البداية إلى المنازل العربية المهجورة في القرية، لكنهم غادروا بعد بناء مساكن أكثر ملاءمة على طول الساحل. وبحسب المقولات المحلية، عندما حاولت الجرافات هدم المقام المحلي للشيخ البجيرمي، انكسرت شفرات الجرافات. تم إنشاء كيبوتس نحشوليم على يد مهاجرين بولنديين وأمريكيين جنوب شرق التل القديم في يونيو 1948، في حين تم إنشاء موشاف دور على يد مهاجرين يهود من اليونان على طول الخليج الجنوبي في عام 1949. ويزرع كيبوتس نحشوليم الموز والأفوكادو والقطن، ويربي الأسماك في البرك. مصنع بلاستيك يقوم بتصنيع معدات الري. كما أنها تدير منتجعًا شاطئيًا.

## القرية اليوم
لم يبق من القرية إلا مقام وقلعة وبئر قديمة وبضعة منازل. أحد المنازل الباقية (منزل آل اليحيى) بني في سنة 1882. مثلما يتبين من نقش ظاهر عليه. وينتشر كثير من شجر النخيل وبعض نبات الصبار في أنحاء الموقع. الذي تحول إلى منتزه إسرائيلي يضم بعض المسابح.

## السكان اليوم
سكن بعض أهالي الطنطورة في الفريديس وغيرها في الداخل الفلسطيني، فيما تشرد الباقي في مخيم طولكرم، مخيم جنين، ومخيمات اللاذقية والرمل الجنوبي في سوريا وخاصة مخيم اليرموك.

## معرض الصور

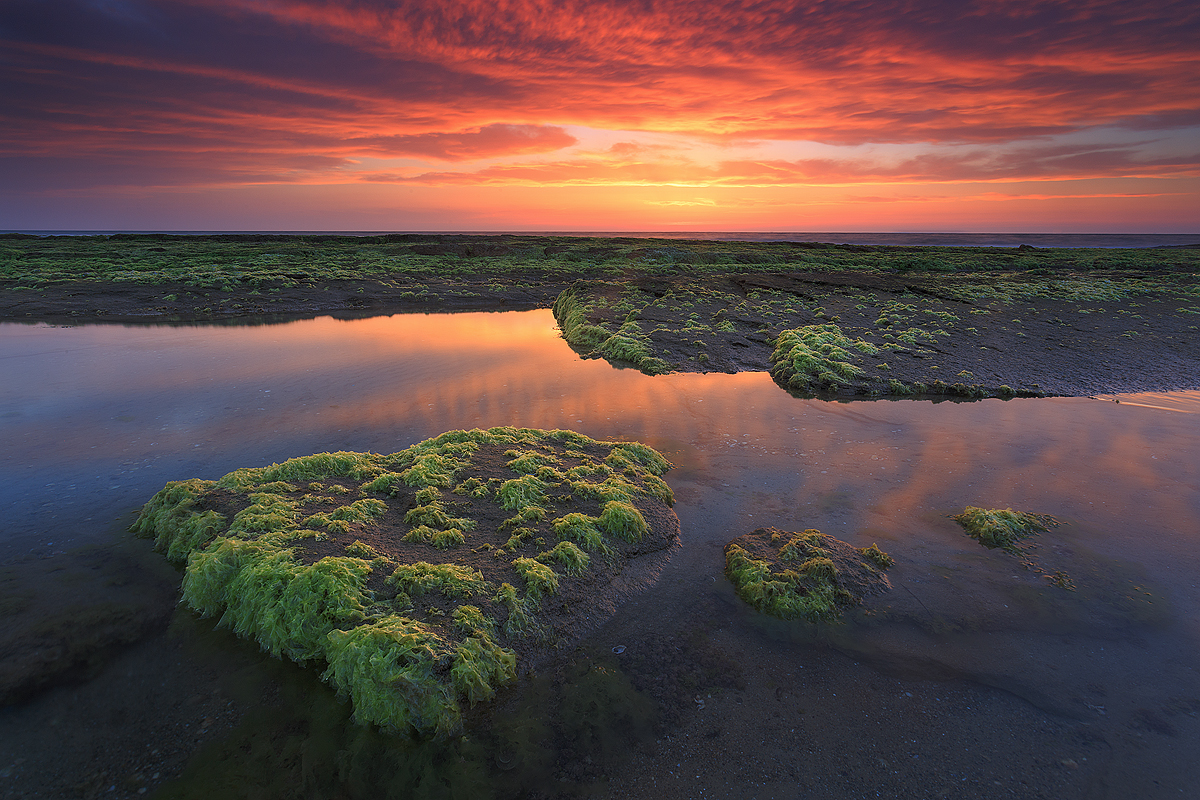
الشاطئ الطنطورة وقت الغروب
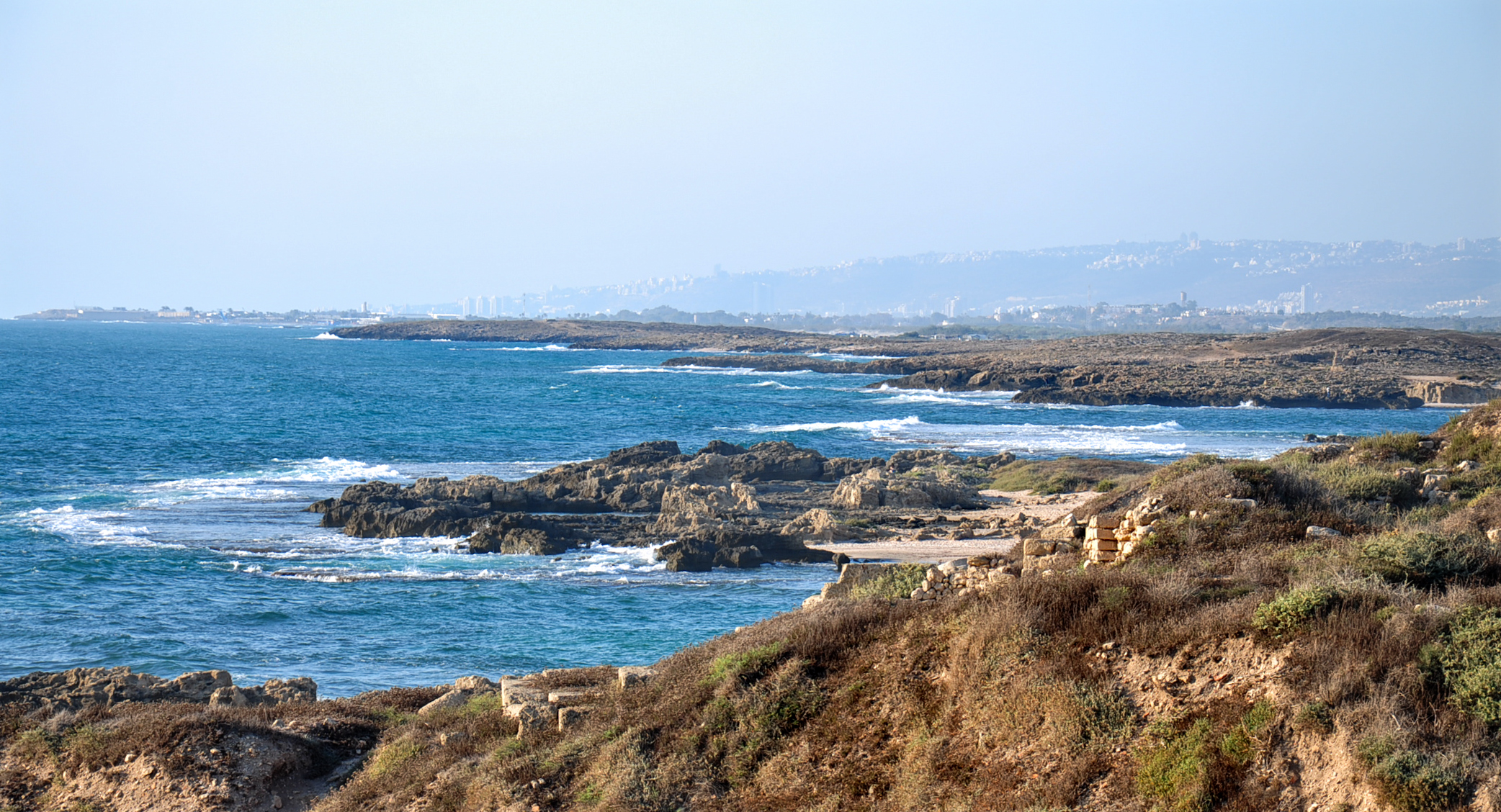
شاطئ الطنطورة تظهر بخلفيته مدينة حيفا
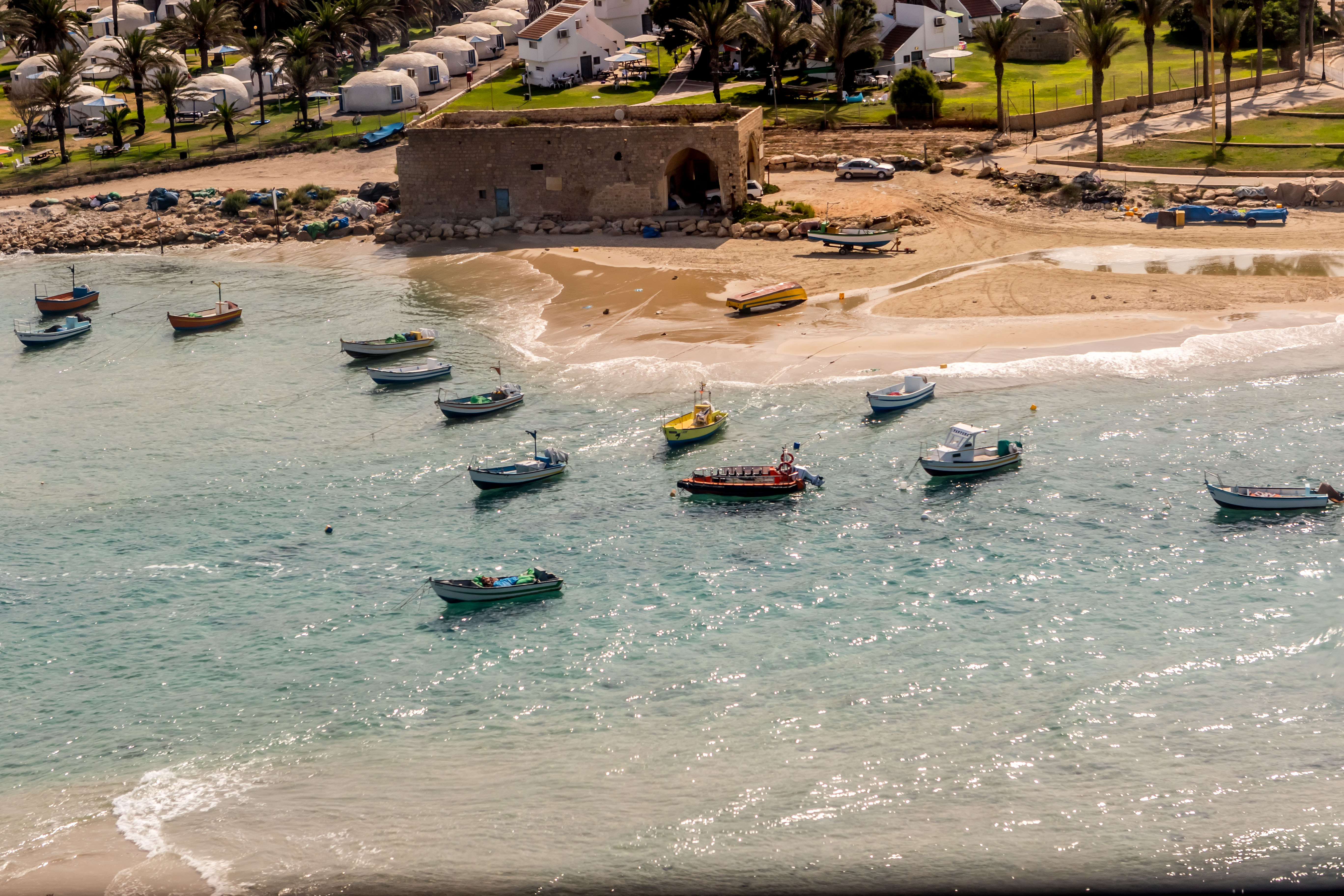
شاطئ الطنطورة صورة جوية يظهر فيها بيت آل يحيى وقوارب الصيادين
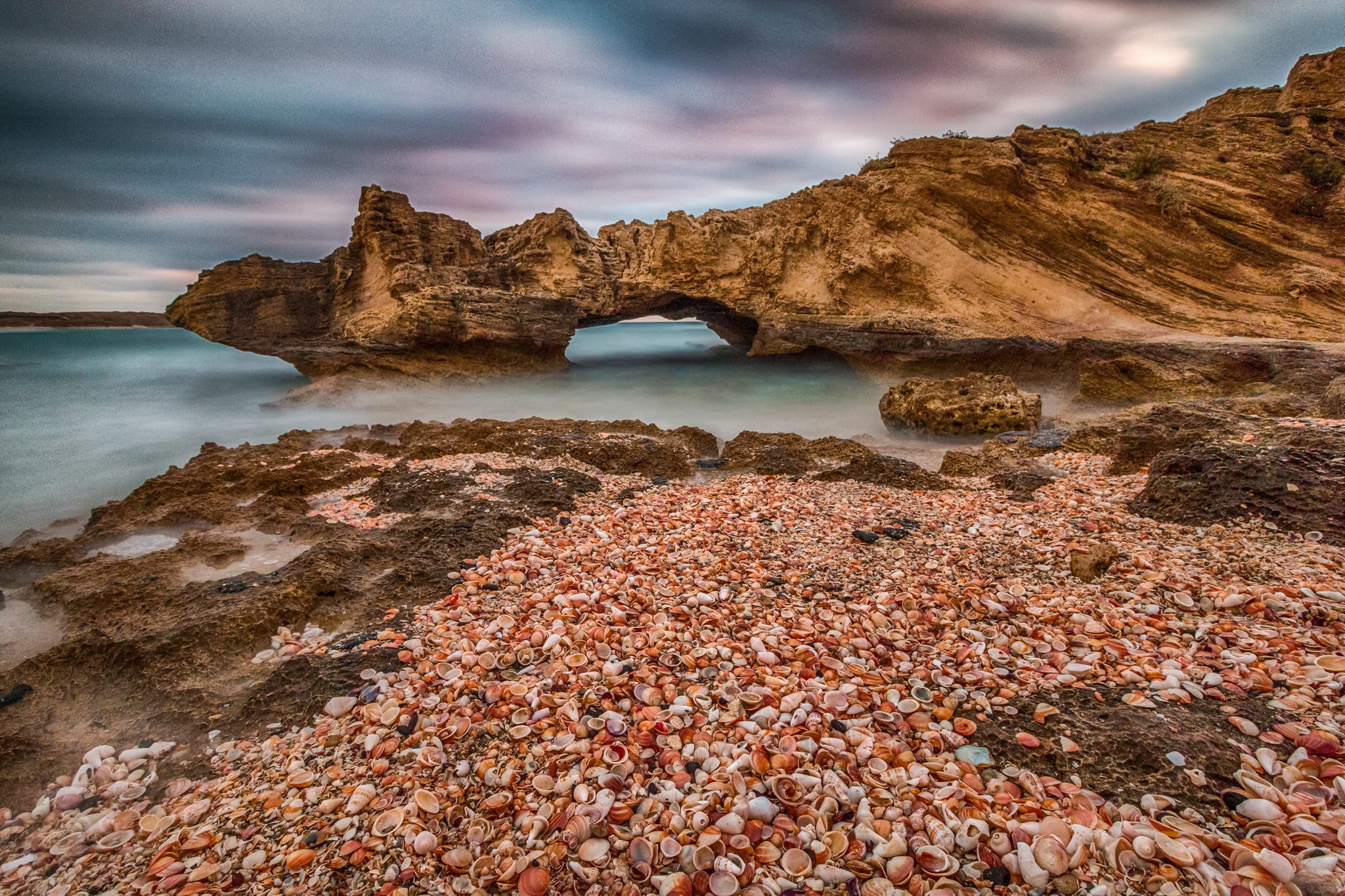
شاطئ الطنطورة والمغارة، التي تحدّث عنها إميل حبيبي بروايته المتشائل
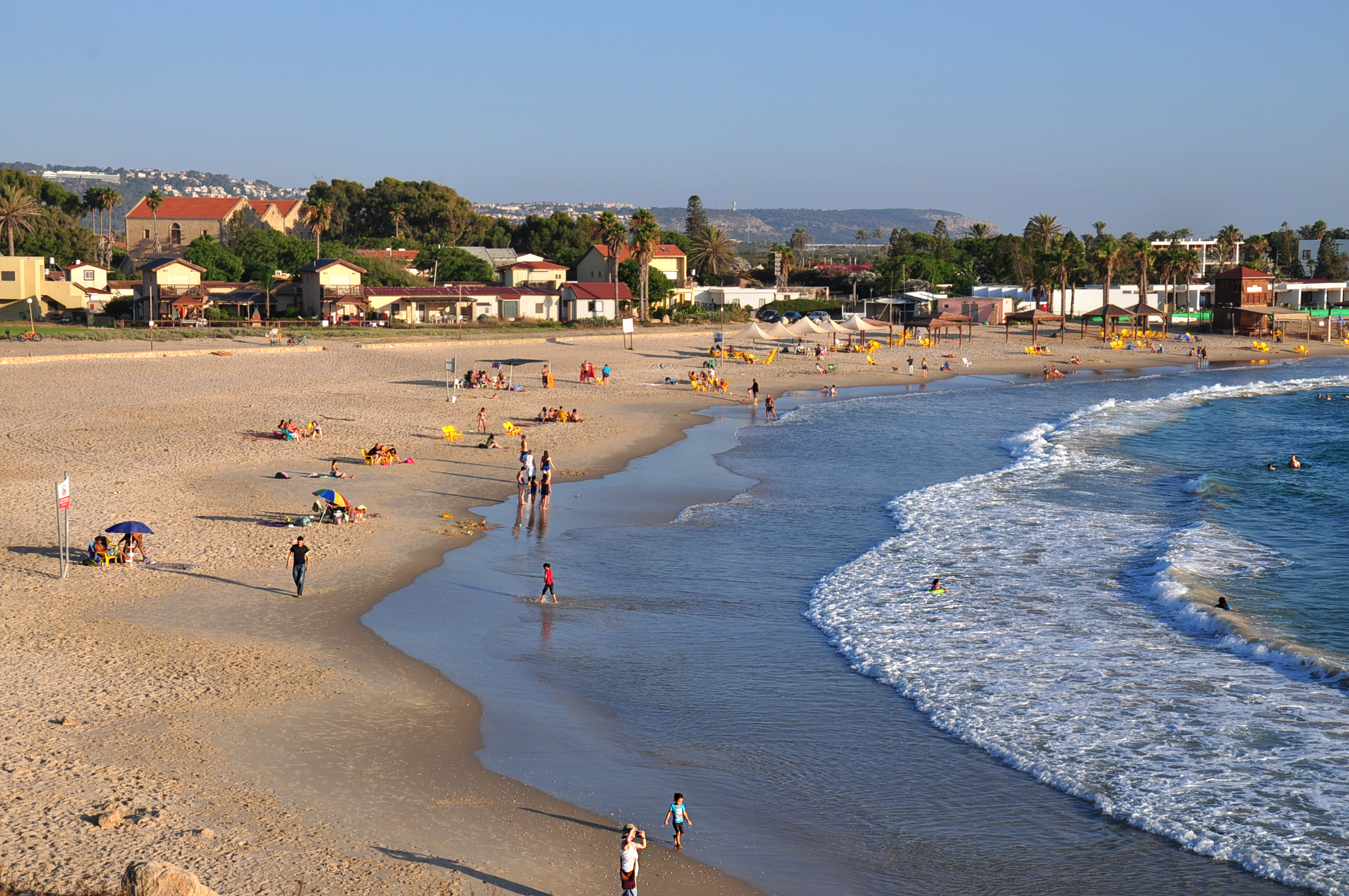
المستوطنة اليهودية(دور) المقامة على أراضي القرية.
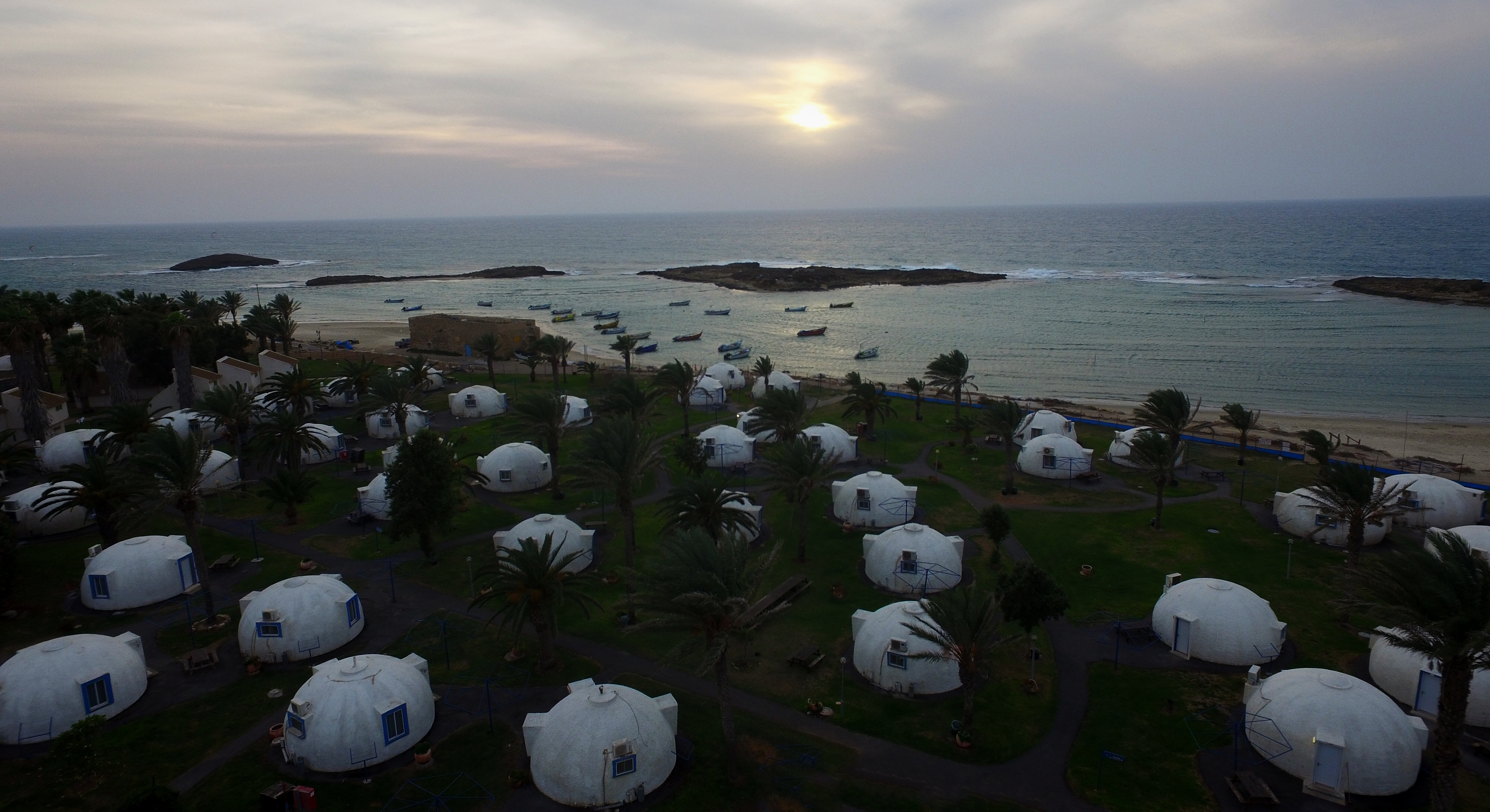
نزل سياحي مقام على أراضي القرية
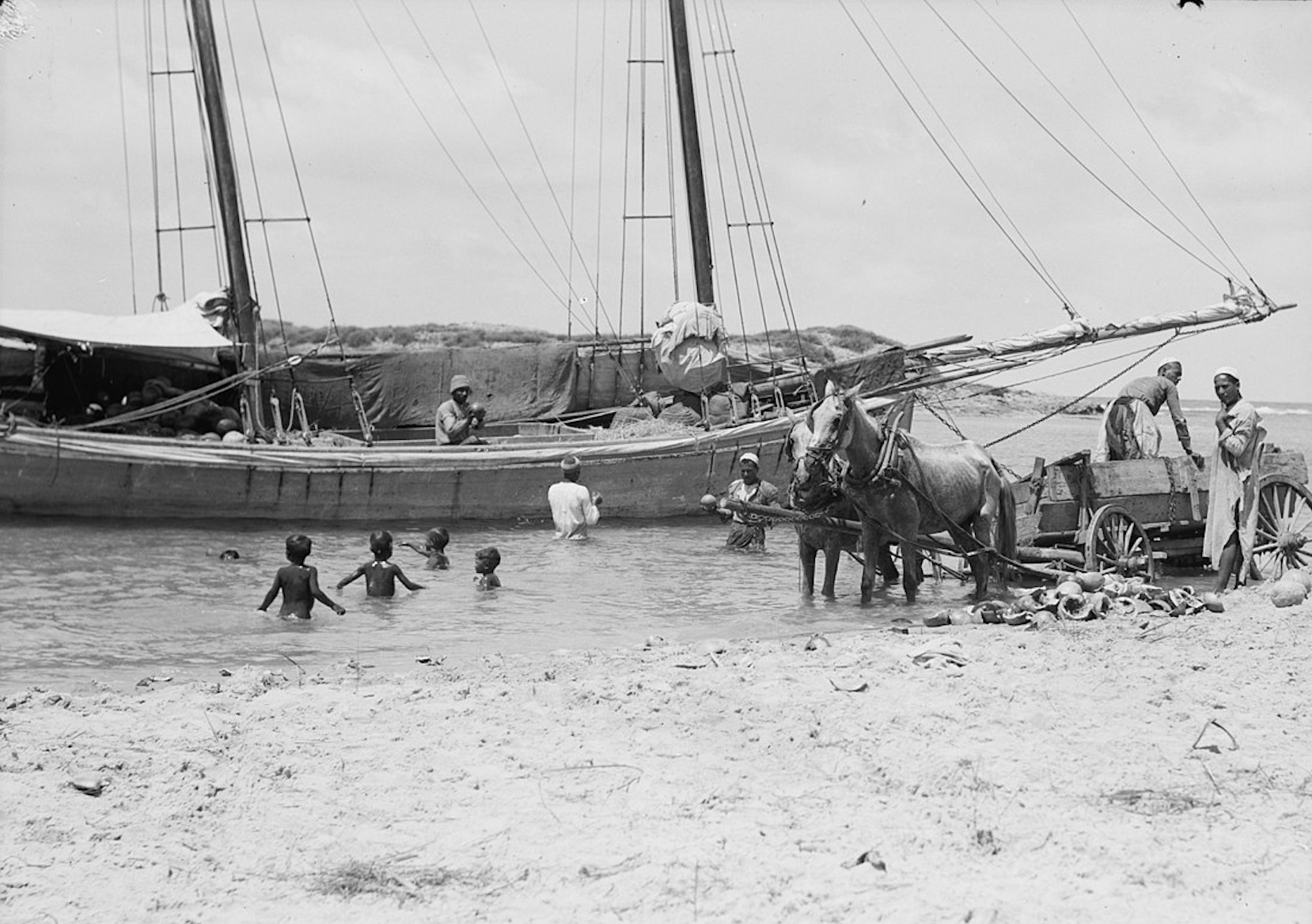
الطنطورة 1920-1933)
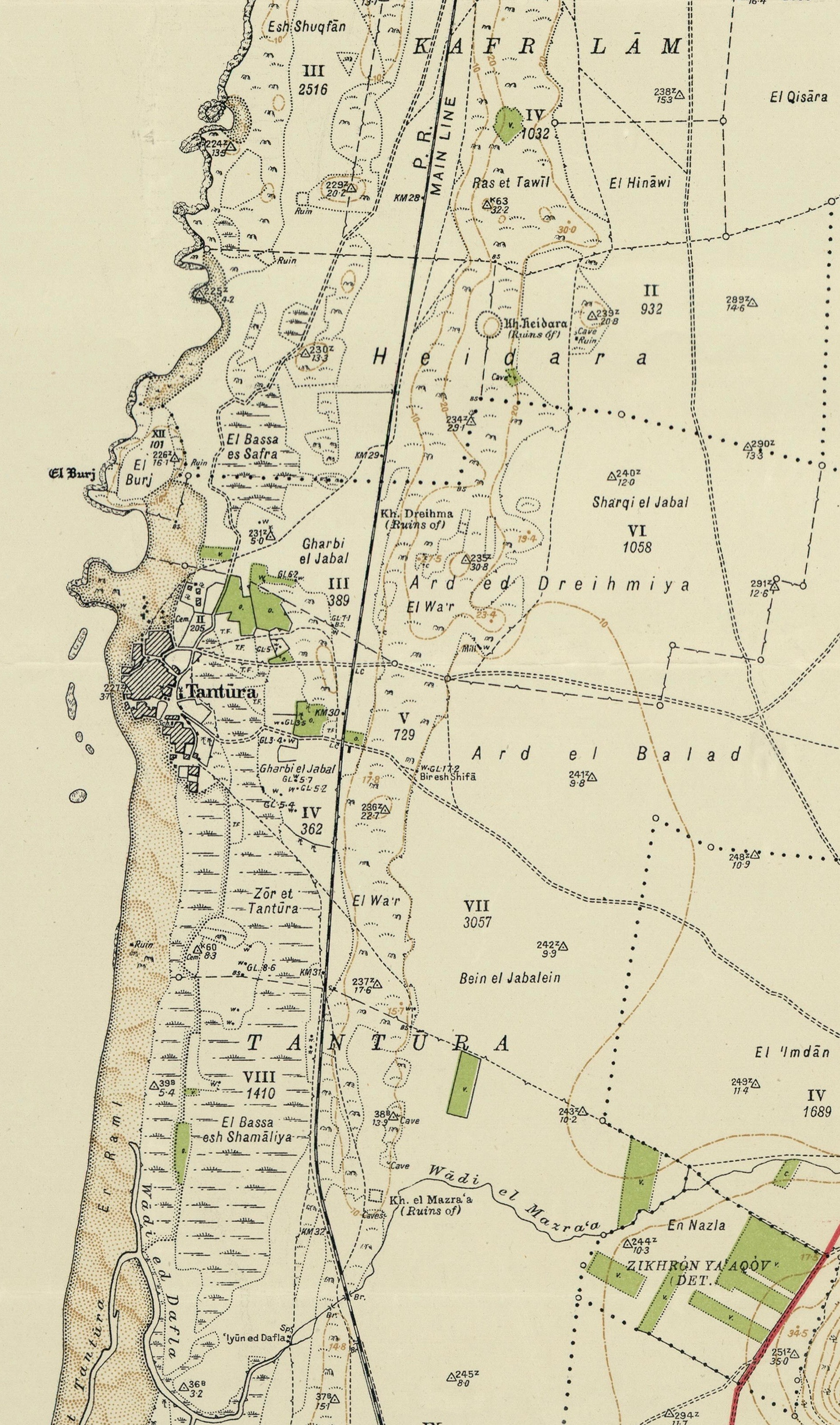
خريطة القرية 1938
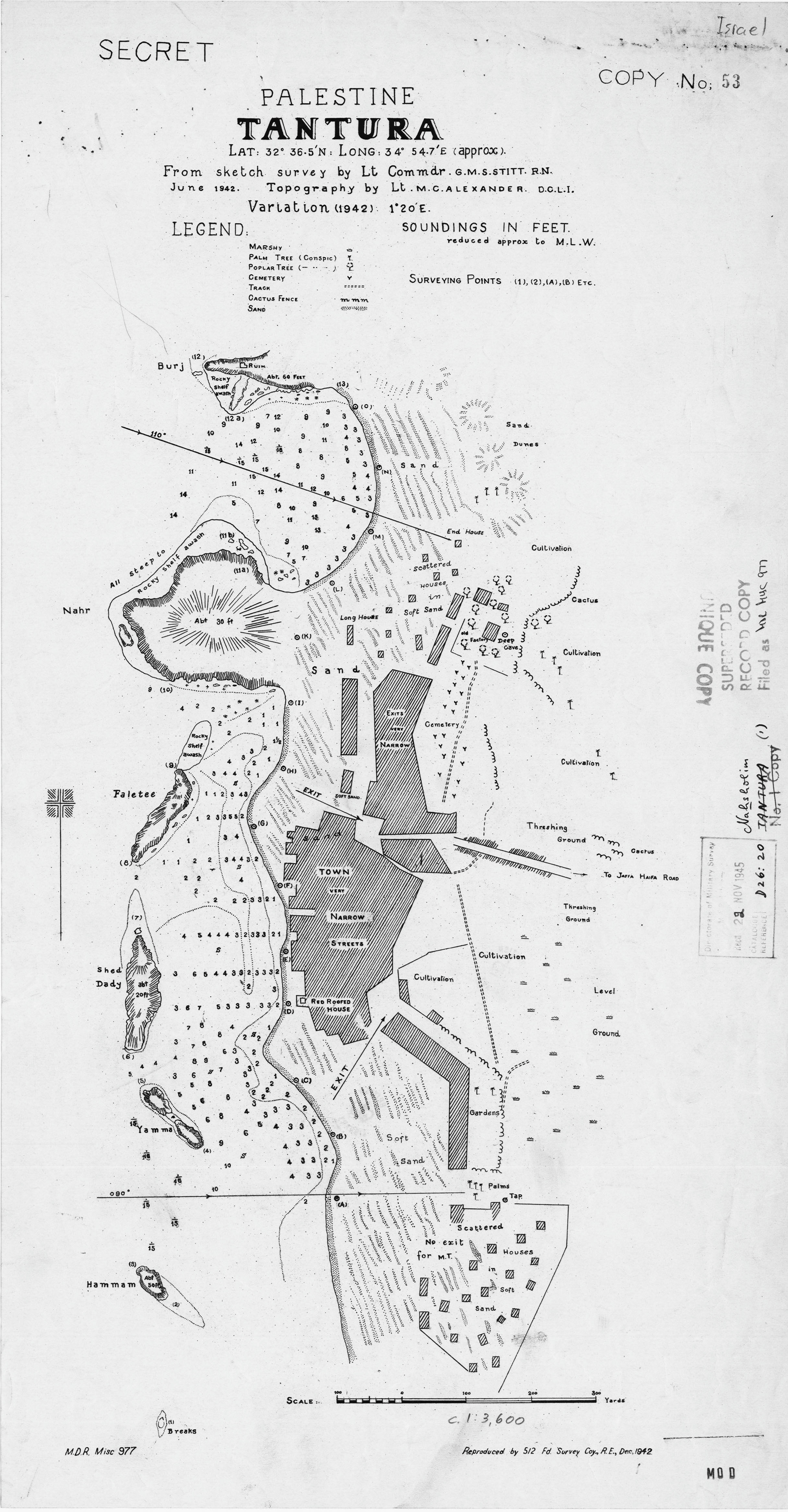
خريطة مسح بريطانية للقرية, 1942
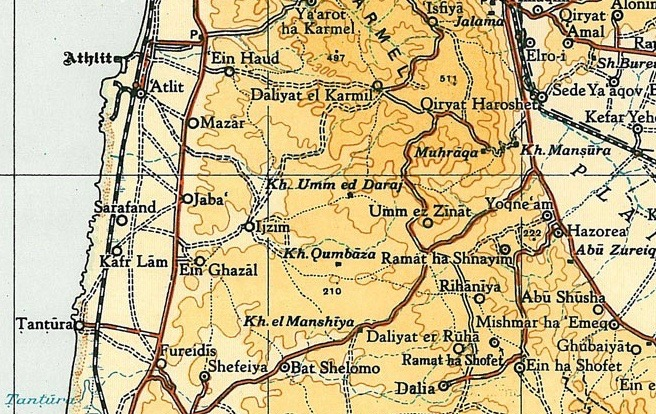
القرية 1945 - مقياس رسم 1:250,000

## رواية الطنطورية

غلاف الرواية الصادرة عن دار الشروق المصرية.

قامت الأديبة المصرية رضوى عاشور بكتابة رواية تُسمى بالطنطورية، تناولت فيها أحداث المجزرة التي حلّت بالقرية وما جاورها من المناطق الفلسطينية. وتدور أحداثها حول شخصية وهمية تُدعى رقية، التي نجت من المجزرة المروعة وتم تنزيحها وأهلها بعد ذلك إلى لبنان. كما تطرقت للعديد من الأحداث والوقائع التاريخية كالنكبة واللجوء الفلسطيني والحرب الأهلية اللبنانية والاجتياح الإسرائيلي للبنان.

## أعلام
- محمود السمرة
- خليل هندي
- عبد الرزاق اليحيى

## وصلات خارجية
- موقع فلسطين في الذاكرة
- موقع الموسوعة الفلسطينية.
- المركز الفلسطيني للإعلام